# Atomic Energy Research Establishment
Atomic Energy Research Establishment (AERE) – największy brytyjski ośrodek badań jądrowych, podległy brytyjskiej agencji energii atomowej, założony w Harwell w 1946 roku; działający do 1954. W 1947 uruchomiono w nim pierwszy w Europie Zachodniej reaktor jądrowy. Na przełomie lat 70. i 80. XX wieku pracowało w nim ok. 6000 osób, w tym 1500 naukowców i inżynierów.
Niektóre z reaktorów, które działały na terenie AERE:
- GLEEP
- LIDO
- DAPHNE
- DIDO
- PLUTO